# Хатинген
Хатинген (на немски: Hattingen) е град в Северен Рейн-Вестфалия, Германия с 54 358 жители (към 31 декември 2013). Намира се на река Рур в южната част на Рурската област.
Хатинген е споменат за пръв път в документи през 990 г. като имперски чифлик Reichshof Hatneggen. Става град през 1396 г. чрез граф Дитрих фон Марк. През 1554 г. влиза в ханзата.